# David Leavitt
David Leavitt (* 23. Juni 1961 in Pittsburgh, Pennsylvania) ist ein amerikanischer Schriftsteller und Professor an der University of Florida.
Mit dem Kurzgeschichtenband Familientanz wurde Leavitt 1984 international bekannt. Sein erster Roman Die verlorene Sprache der Kräne (1986) wurde für das britische Fernsehen verfilmt. In deutscher Übersetzung erschienen auch: Alles was uns fehlt (Roman), Alt genug, um fremd zu gehen (Kurzgeschichten), Nachtmusik mit einem Fremden (Roman) (wurde unter dem Titel The Page Turner verfilmt) und Gebrauchsanweisung für Florenz (literarischer Stadtführer).
David Leavitt gilt als einer der wichtigsten offen schwulen Autoren in der Gegenwartsliteratur. Er lebt in den USA und in Italien.

## Werke (Auswahl)

### Romane
- (dt.) Die verlorene Sprache der Kräne (The Lost Language of Cranes, 1986)
- (dt.) Alles was uns fehlt (Equal Affections, 1989)
- While England Sleeps, 1993 (überarbeitet 1995)
- (dt.) Nachtmusik mit einem Fremden (The Page Turner, 1998)
- Martin Bauman or A Sure Thing, 2000
- The Body of Jonah Boyd, 2004
- The Indian Clerk, 2007
- The Two Hotel Francforts, 2013
  - Späte Einsichten. Übersetzung Gregor Deggerich. Hamburg, Hoffmann und Campe, 2015[1]

### Kurzgeschichtensammlungen
- (dt.) Familientanz (Family Dancing, 1984)
- (dt.) Alt genug um fremd zu gehen (A Place I've Never Been, 1990)
- Arkansas, 1997
- The Marble Quilt, 2001

### Essays
- Pages Passed from Hand to Hand: The Hidden Tradition of Homosexual Literature in English from 1748 to 1914, 1997 (mit Mark Mitchell)
- In Maremma: Life and a House in Southern Tuscany, 2001 (mit Mark Mitchell)
- Italian Pleasures, 1996 (mit Mark Mitchell)

### Biographie
- The Man Who Knew Too Much: Alan Turing and the Invention of the Computer, 2005

### Literarischer Stadtführer
- (dt.) Gebrauchsanweisung für Florenz (Florence, a Delicate Case, 2002)